# Turbinicarpus horripilus
Turbinicarpus horripilus är en kaktusväxtart som först beskrevs av Lem., och fick sitt nu gällande namn av V. John och Ríha. Turbinicarpus horripilus ingår i släktet Turbinicarpus och familjen kaktusväxter. Inga underarter finns listade i Catalogue of Life.

## Bildgalleri

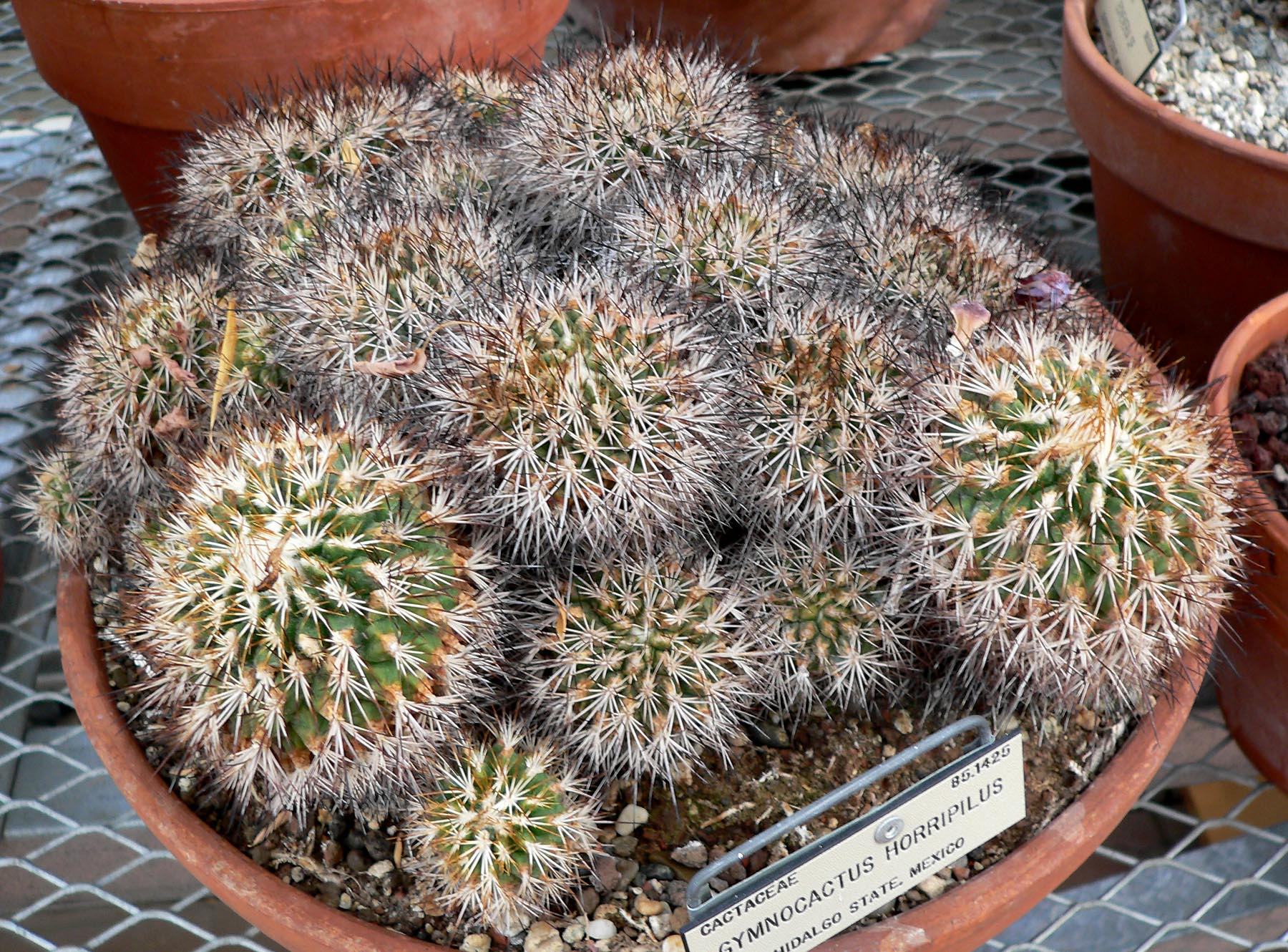